# Out Works and Collaboration Best
Albums de Kumi Kōda
Trick
(2009) Universe
(2010)
Compilations par elle-même
Best: Bounce and Lovers
(2007) Best ~Third Universe~
(2010)
Remix par elle encore
Koda Kumi Driving Hit's
(2009)
Out Works and Collaboration Best est la 4e compilation de la chanteuse japonaise Kumi Kōda, sorti sous le label Rhythm Zone le 25 mars 2009 dans son pays.
Il atteint la 7e place du classement de l'Oricon, se vendant à 43 402 exemplaires la première semaine, et reste classé pendant 8 semaines, pour un total de 48 715 exemplaires vendus.
Ce CD reprend toutes les meilleures collaborations de Kumi Kōda, et il sort le même jour que son premier album remix Koda Kumi Driving Hit's.

## Liste des titres
| 1.  | Get It On                                                   | 3:35 |
| 2.  | The Meaning of Peace (Kumi Kōda & BoA)                      | 5:00 |
| 3.  | Switch (Lisa & Kumi Kōda & Heartsdales)                     | 5:28 |
| 4.  | Heat (Kumi Kōda & Megaryu)                                  | 4:17 |
| 5.  | It's a Small World (Kumi Kōda & Heartsdales)                | 2:47 |
| 6.  | Just Go (Jhett a.k.a. Yakko du groupe Aquarius & Kumi Kōda) | 4:30 |
| 7.  | Hot Stuff (Kumi Kōda & M-Markit)                            | 4:08 |
| 8.  | Rainy Day (M-Markit & Kumi Kōda)                            | 4:36 |
| 9.  | Super Sonic (Kumi Kōda & D.I.)                              | 3:39 |
| 10. | Candy (Kumi Kōda & Mr.Blistah)                              | 4:09 |
| 11. | XXX (Soulhead & Kumi Kōda)                                  | 4:13 |
| 12. | Kamen (Kumi Kōda & Tatsuya Ishii)                           | 5:14 |
| 13. | Joy (Kumi Kōda rencontre TRF)                               | 5:24 |
| 14. | Won't Be Long (Kumi Kōda & Exile)                           | 5:14 |
| 15. | Simple & Lovely (M-Flo aime Kumi Kōda)                      | 3:49 |
| 16. | Last Angel (Kumi Kōda & Tohoshinki)                         | 3:52 |
| 17. | That Ain't Cool (Kumi Kōda & Fergie)                        | 3:32 |